# KXM (album)
KXM è l'album di debutto dell'omonimo gruppo hard rock statunitense.

## Tracce
1. Human Friction – 6:16
2. Rescue Me – 4:09
3. Gunfight – 5:27
4. Never Stop – 4:44
5. Faith Is a Room – 5:06
6. Stars – 5:49
7. I'll Be OK – 4:51
8. Sleep – 4:17
9. Love – 4:27
10. Burn – 5:00
11. Do It Now – 3:59
12. Tranquilize – 3:30

Traccia bonus dell'edizione speciale
1. Rescue Me (Radio Edit) – 4:17

## Formazione
- dUg Pinnick - voce, basso
- George Lynch - chitarra
- Ray Luzier - batteria

## Classifiche
| Classifica (2014) | Posizione massima |
| ----------------- | ----------------- |
| USA Billboard 200 | 31                |
| USA Hard Rock     | 1                 |
| USA Independent   | 3                 |
| USA Top Rock      | 7                 |